# Gran Hotel (pel·lícula de 1944)
Gran Hotel és una pel·lícula mexicana de 1944 dirigida per Miguel M. Delgado, protagonitzada per Cantinflas.

## Argument
Cantinflas és un mandrós que és desallotjat per no pagar el lloguer, després de deambular aconsegueix treball al "Gran Hotel" per mitjà d'una amiga, aquí és confós amb el Duc d'Alfange, qui es troba d'incògnit a l'hotel, el robatori d'una joia complica més la situació.

## Repartiment
- Cantinflas com Cantinflas / el tretze.
- Jacqueline Dalya com Mrs. White
- Josefina Martínez com a Carmelita.
- Luis G. Barreiro com a Sr. Garnier
- Fernando Soto com a Compare.
- Vicente Padula com Conde Zapattin
- Conchita Gentil Arcos com Doña Estefania.
- Rafael Icardo com Señor Polilla.
- Luz María Núñez com Eloisa.
- Ángel T. Sala com Agent secret en hotel.
- Carlos Villarías com Don Pepe.
- Roberto Meyer com Agent de procuraduria.
- Roberto Corell com Maître.
- Estanislao Schillinsky com Recepcionista d'hotel.
- Carolina Barret com Veïna (no acreditada).
- Roberto Cañedo como Client de restaurant (no acreditat).
- Fernando Curiel com Agent de policia (no acreditat).
- Pedro Elviro com Grum (no acreditat).
- Edmundo Espino com Veí en tasca (no acreditat).
- Irma Torres com Veïna en tasca (no acreditada).
- Armando Velasco com Don Fulgencio (no acreditat).